# エクスプレス・レール・リンクEquator電車
エクスプレス・レール・リンクEquator電車(エクスプレス・レール・リンクEquatorでんしゃ)は、2018年3月13日に営業運転を開始したエクスプレス・レール・リンクの電車である。
車名のEquatorは赤道を意味する。

## 概要
利用者数の増加に備えて2014年11月27日に中国中車長春軌道客車に6編成を発注した。6編成のうち、2編成はKLIAエクスプレス、4編成はKLIAトランジットの運用に充当されている。

### 車体
車両は4車体5台車の連接構造で、やや低床である。車体材質はアルミニウム合金製としている。前面形状はET425M形とは異なり、丸みを帯びており独特である。

### 車内
車内は灰色と白色を基調としている。座席はオールクロスシートである。車内上部には液晶ディスプレイが設置されている。ドアは半自動式で、トイレや車いすスペース、Wi-Fiといった設備も完備している。低床構造のため、台車がある車端部にはタイヤハウスがある。

### 走行機器
制御装置は、アルストム製のIGBT-VVVF、主電動機はかご形三相誘導電動機を搭載している。